# Mutya Keisha Siobhan
Mutya Keisha Siobhan (znane również pod pseudonimem MKS) – żeńskie trio grające muzykę pop, pochodzące z Londynu w Wielkiej Brytanii, którego członkiniami są pierwotne założycielki zespołu Sugababes – Mutya Buena, Keisha Buchanan i Siobhán Donaghy. Grupa została utworzona w 2011. Aktualnie zespół pracuje nad utworami na debiutancki album, współpracuje m.in. z Naughty Boy, Emeli Sandé, Katy B i MNEK. Buena, Buchanan i Donaghy wydały swój pierwszy wspólny materiał w 2000 (album One Touch) – jest to jedyny album Sugababes, w którym występują oryginalne członkinie.

## Historia

### 1998–2001 kariera w Sugababes
Zespół Sugababes został założony w 1998 roku przez managera All Saints – Rona Toma. Siobhan Donaghy i Mutya Buena miały po 13 lat i właśnie zaczynały swoje solowe kariery. Po występie na tej samej scenie postanowiły połączyć siły. W trakcie pracy w studio nagraniowym, Buena przyprowadziła swoją najlepszą przyjaciółkę – Keishę Buchanan, aby mogła im się poprzyglądać. Ron Tom widząc je razem stwierdził, iż są idealne do stworzenia tria. Trzy dziewczyny miały występować pod nazwą Sugababies, jednak wytwórnia London Records z którą podpisały kontrakt wymusiła na nich zmianę nazwy na Sugababes, nadając grupie bardziej dojrzałego wydźwięku.

### 2011–12: powstanie MKS
W październiku 2011 roku kilka serwisów internetowych podało plotkę o wspólnym powrocie na scenę muzyczną założycielek tria Sugababes.

### 2012–obecnie: debiutancki album
W kwietniu 2012 roku nieoficjalnie ogłoszono, iż Buena, Buchanan i Donaghy podpisały kontrakt z wytwórnią Polydor Records na kwotę 1 miliona $. W czerwcu 2012 Dinaghy potwierdziła tę informację na swoim profilu w serwisie Twitter, pisząc: "the soonest it'll be is in 2 weeks. The latest is 10 weeks (najwcześniej za 2 tygodnie, najpóźniej za 10)".
20 lipca 2012 roku rzeczniczka zespołu podała do oficjalnej wiadomości, iż grupa powraca pod nową nazwą Mutya Keisha Siobhan i aktualnie pracuje nad piosenkami dla wytwórni Polydor. Nazwa została zarejestrowana na terenie Unii Europejskiej w dniu 27 czerwca 2012. Zespół ogłosił również, że pierwszy materiał muzyczny zostanie opublikowany najpóźniej do września 2012.